# Бгартрібатта II
Равал Бгартрібатта II (гінді भृतभट्ट; д/н — 951) — магараджахіраджа Медапати (Мевару) в 942—951 роках.

## Життєпис
Походив з династії Гухілотів. Син Хумана III, який 939 року заклав основи для здобуття самостійності князівства. Посів трон 942 року. Невдовзі з огляду на послаблення династії Гуджара-Пратіхарів уклав політичний союз з Крішною III, магараджахіраджею Держави Раштракутів, одружившись на родичці останнього. Невдовзі Бгартрібатта II також прийняв титул магараджахіраджи. 948 році переносить столицю з Нагди до Ахару.
Успішно боровся проти Махендрапали II та Девапали, магараджахірадж Держави Гуджара-Пратіхарів, домігшись визнання незалежності та розширивши володіння. Також боровся проти Матанадеви (з молодшої гілки Гуджара-Пратіхара), магараджи Алвару. Згодом вступив у протистояння з Сіякою II Парамара, магарджею Малави.
Помер 951 року. Йому спадкував син Аллата.